# 秋山正子
秋山 正子（あきやま まさこ、1950年 - ）は、日本の訪問看護師、有限会社ケアーズ・白十字訪問看護ステーション代表取締役所長、特定非営利活動法人白十字在宅ボランティアの会理事長、新宿区介護サービス事業者協議会副会長、東京女子医科大学非常勤講師。異名は「市ヶ谷のマザー・テレサ」。

## 略歴
1950年（昭和25年）秋田県秋田市土崎港で9人きょうだいの末っ子として生まれる。1969年（昭和44年）秋田県立秋田高等学校卒業。1973年（昭和48年）聖路加看護大学衛生看護学部卒業。看護師、助産師、保健師の資格を取得。大学卒業後は京都府の日本バプテスト病院で産婦人科病棟に勤務。
大阪大学医療技術短期大学部看護学科助手、日本バプテスト看護専門学校専任教員を経て、1992年（平成4年）8月、医療法人春峰会白十字訪問看護ステーションに勤務。
2001年（平成13年）ケアーズ・白十字訪問看護ステーションを設立し、代表取締役所長に就任。2006年、特定非営利活動法人白十字在宅ボランティアの会理事長。2016年（平成26年）10月10日、日本初のがん相談施設「マギーズ東京」を設立し、初代センター長に就任。
2010年（平成22年）3月16日、『プロフェッショナル 仕事の流儀』「どんなときでも、命は輝く」（NHK総合テレビジョン）に出演。

## 受賞
- 2009年（平成21年）11月 - 社会貢献支援財団「平成21年度 社会貢献者」[8]
- 2016年（平成28年）12月、ウーマン・オブ・ザ・イヤーチーム2017賞[10]
- 2019年（平成31年）5月、フローレンス・ナイチンゲール記章[11]

## 著作物
- 『在宅ケアの不思議な力』 2010年　医学書院 ISBN 978-4-260-01047-4
- 『患者と家族のケアについて』（「医療関係者のためのアスベスト講座」 2006年 労働者住民医療機関連絡会議に収録）
- 『在宅看護の現状と課題』（「健やかに…安らかに…」 2007年 自由民主党東京都参議院比例区第八十九支部に収録）

## 参考資料
- 『プロフェッショナル 仕事の流儀』（NHK総合テレビジョン）2010年3月16日放送
- NPO法人白十字在宅ボランティアの会[リンク切れ]